# Kostel svatého Mikuláše (Fryšták)
Kostel svatého Mikuláše ve Fryštáku patří do římskokatolické farnosti Fryšták, Vizovického děkanátu a Olomoucké arcidiecéze. Kostel se nachází nedaleko horního rohu Náměstí Míru. Je chráněn jako kulturní památka.

## Historie
Stojí na původních základech ze 14. století. V dávné době na jeho současném místě stávalo pohanské pohřebiště. Později byl kolem kostela původní fryštácký hřbitov do roku 1820. Nejstarší část kostela je postavena v barokním slohu na začátku 18. století. V podzemí kostela se nachází krypta, kde byli pohřbíváni bývalí páni z hradu Lukova. Poslední z nich zde byli pochováni v roce 1715. Traduje se, že z krypty vede podzemní tunel až na několik kilometrů vzdálený hrad Lukov. 1820 byl kostel rozšířen a byla přistavěna vysoká věž s cibulovitou střechou. Před kostelem se nachází kříž z roku 1763 (nově zrestaurovaný v roce 2009). V roce 1841 kostel vyhořel, brzy byl však opraven a vybaven i novými varhanami.
V těsné blízkosti kostela stojí fara (z roku 1717), farní dvůr a v sousedství pak salesiánské středisko Dům Ignáce Stuchlého.
Přímo na venkovní zdi kostela jsou umístěny nově namalované svislé sluneční hodiny, u kterých ukazuje čas šikmý ukazatel (tzv. polos)

## Galerie

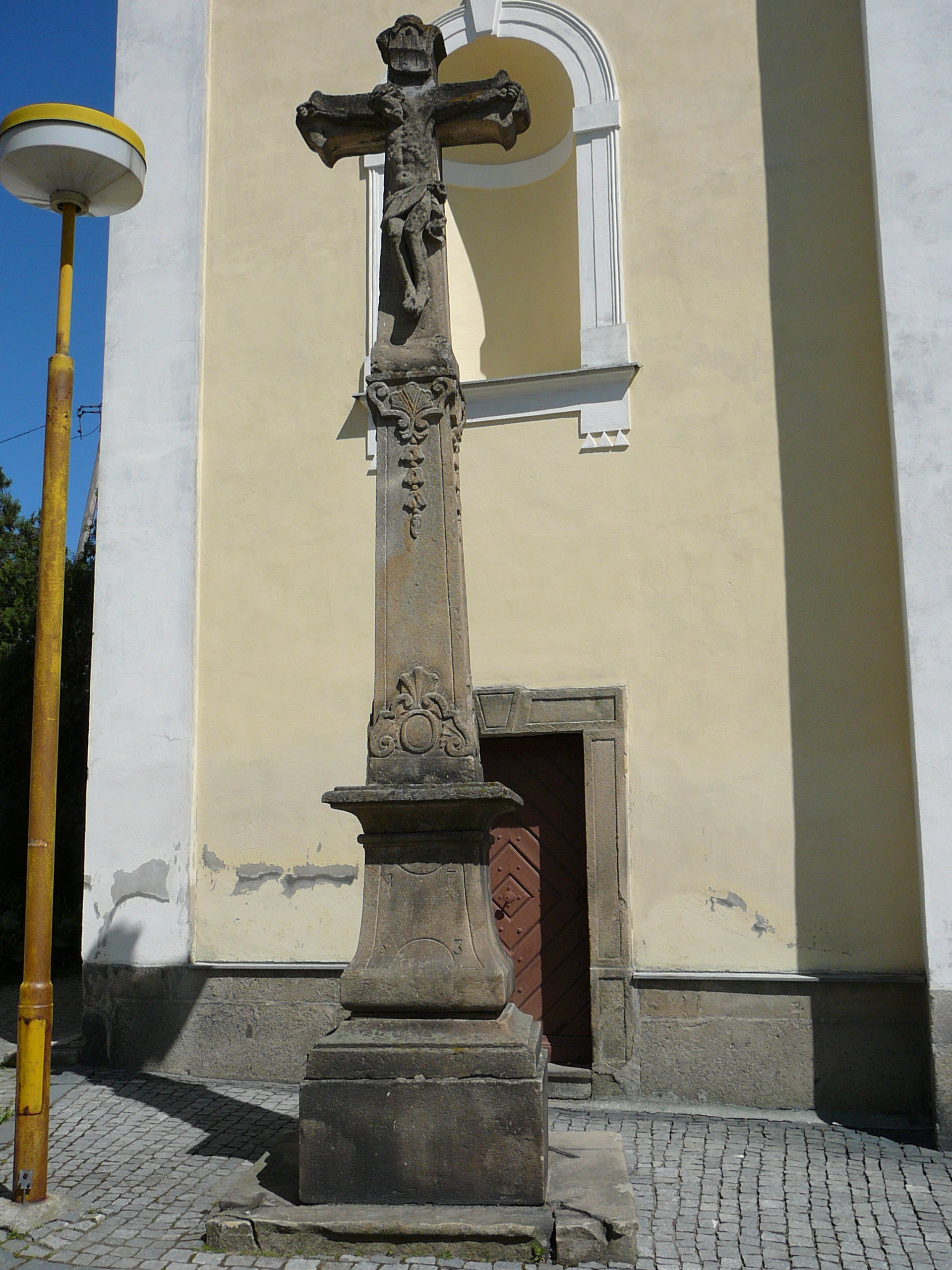
kříž před kostelem
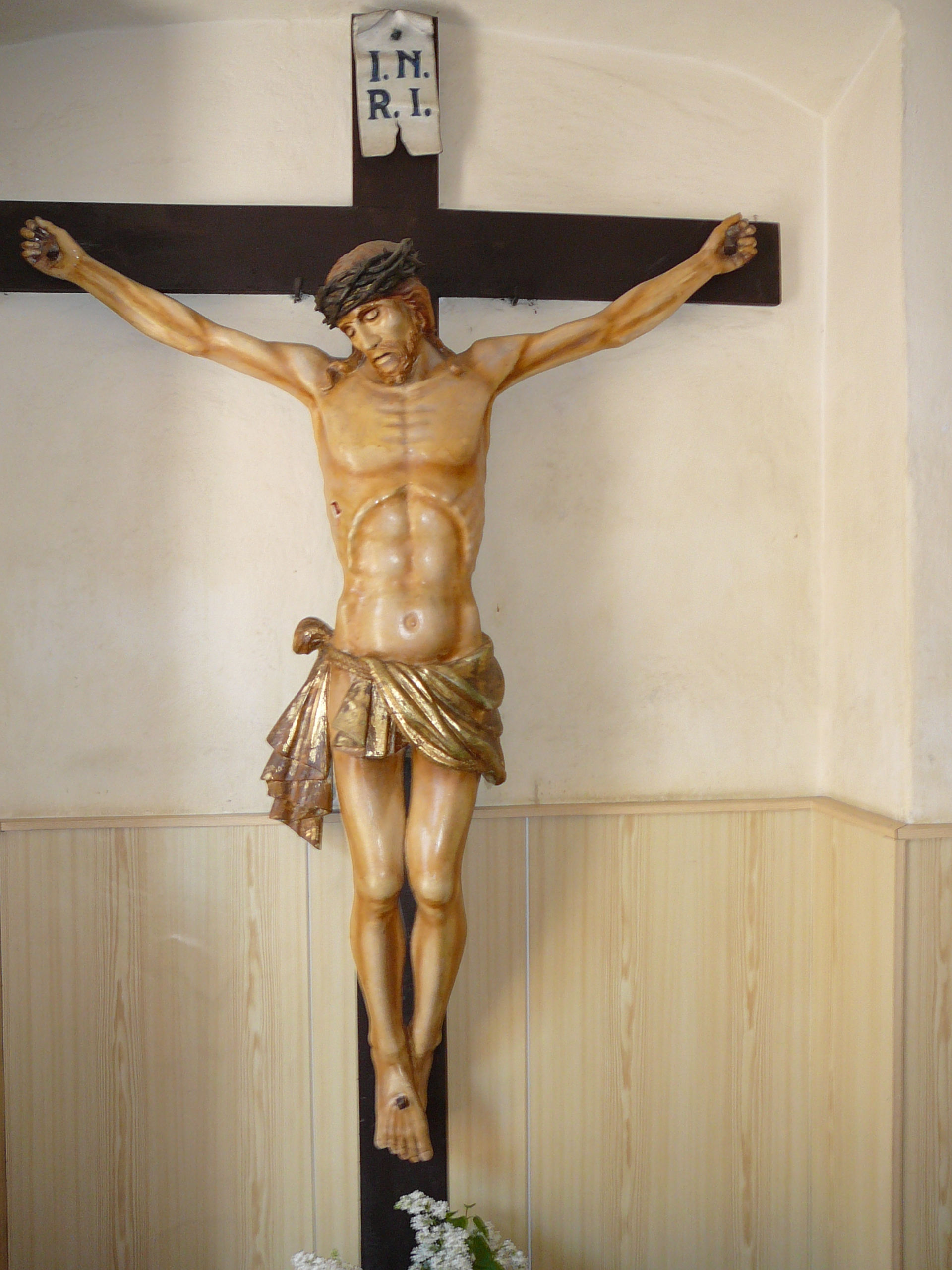
kříž ve vstupu
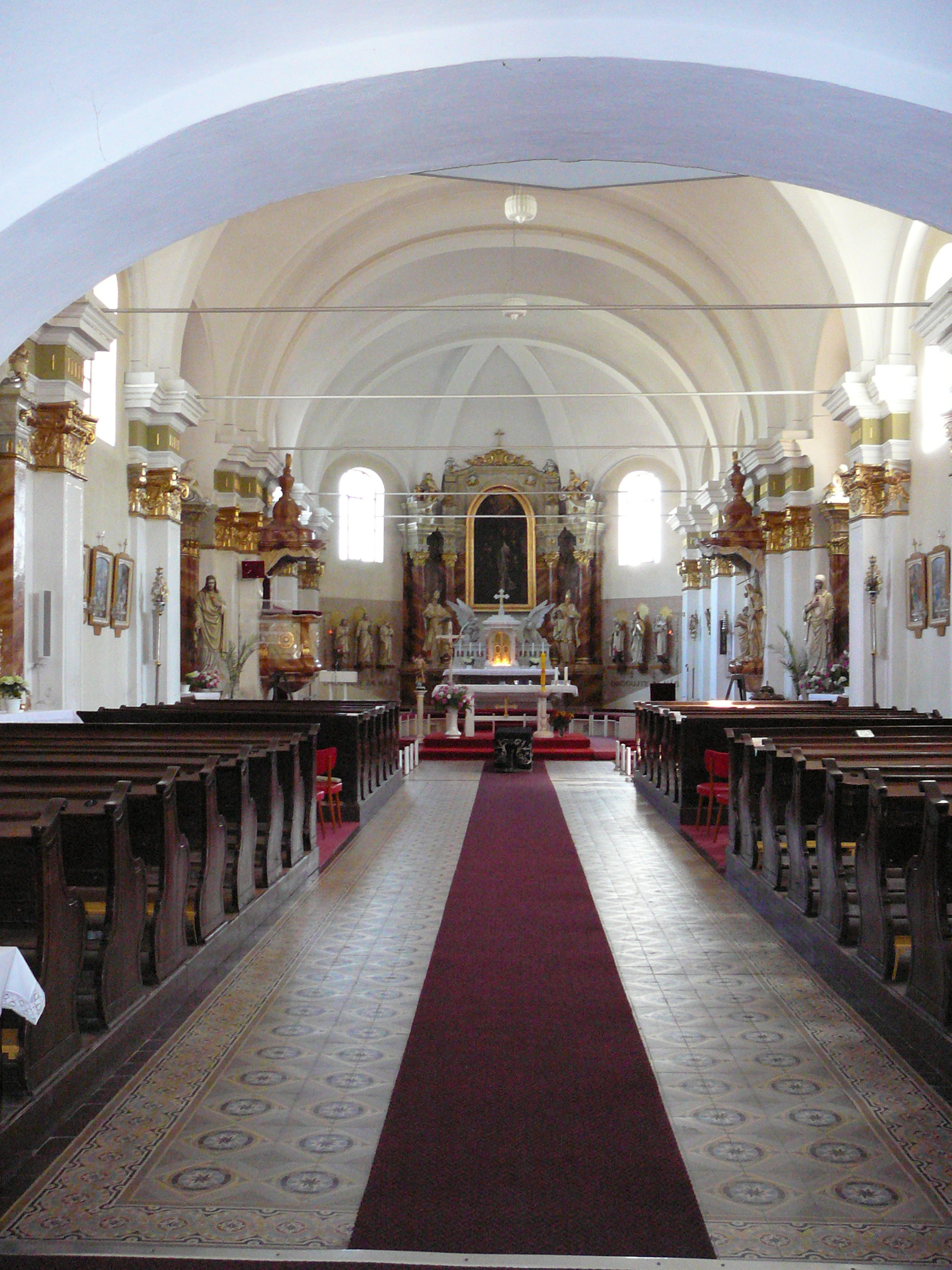
uvnitř